# Algimantas Šalna
Algimantas Šalna (Vidiškėsk, 12 september 1959) is een Litouws voormalig biatleet. 

## Carrière
Šalna won met de Sovjetploeg in 1983 en 1985 de wereldtitel op de estafette en in 1984 olympisch goud. Tijdens de spelen eindigde Šalna op de sprint als vijfde.

## Belangrijkste resultaten

### Wereldkampioenschappen
| Jaar | Plaats        | Onderdeel   | Onderdeel | Onderdeel | Onderdeel |
| Jaar | Plaats        | Individueel | Sprint    | Estafette |           |
| ---- | ------------- | ----------- | --------- | --------- | --------- |
| 1982 | Minsk         | 14e         | 11e       | —         |           |
| 1983 | Rasen-Antholz | 20e         | 7e        | Goud      |           |
| 1985 | Ruhpolding    | 9e          | 17e       | Goud      |           |

### Olympische Winterspelen
| Jaar | Plaats   | Onderdeel   | Onderdeel | Onderdeel |
| Jaar | Plaats   | Individueel | Sprint    | Estafette |
| ---- | -------- | ----------- | --------- | --------- |
| 1984 | Sarajevo | —           | 5e        | Goud      |